# Stadio olimpico Spyros Louīs
Lo stadio olimpico Spyros Louīs (in greco Ολυμπιακό Στάδιο Σπύρος Λούης?, Olympiako Stadio Spyros Louīs) è un impianto sportivo greco di Amarousio (Atene), e fa parte del complesso sportivo olimpico.
Ha ospitato le gare di atletica leggera e la finale del torneo olimpico di calcio durante i Giochi della XXVIII Olimpiade.
Ha inoltre ospitato le cerimonie di apertura e di chiusura, rispettivamente il 13 ed il 29 agosto 2004.
Deve il suo nome a Spyridōn "Spyros" Louīs, l'atleta che vinse la prima maratona di un'olimpiade moderna nel 1896.

## Storia
Lo stadio fu progettato in origine nel 1979 e costruito tra il 1980 e il 1982, in tempo per i campionati europei di atletica leggera 1982.
Venne inaugurato dal presidente greco dell'epoca Kōnstantinos Karamanlīs l'8 settembre 1982. Ha ospitato numerosi eventi dei Giochi del Mediterraneo del 1991 e i campionati del mondo di atletica leggera 1997 che furono visti come il banco di prova per sua la capacità di ospitare gare importanti dopo il fallimento della candidatura di Atene per i Giochi olimpici del 1996.
Lo stadio subì una controversa ristrutturazione, in particolare riguardo alla copertura progettata dall'architetto Santiago Calatrava che fu aggiunta alle tribune laterali per riparare gli spettatori dal forte sole ateniese e dalla pioggia. Il tetto fu completato appena in tempo per l'apertura dei giochi e lo stadio fu ufficialmente riaperto il 30 luglio 2004.
Nel 2005 e nel 2006 l'impianto ha accolto tre prove speciali dell'Acropolis Rally of Greece, ottava prova del Campionato del mondo rally, andate in onda in diretta tv con due successi per il Campione del mondo in carica della Citroën Sébastien Loeb (vincitore di due manches) e il rimanente per il pilota della Ford Marcus Grönholm.

## Incontri internazionali

### Finali Coppa dei Campioni/UEFA Champions League
- Amburgo 1-0  Juventus (25 maggio 1983)
- Milan 4-0  Barcellona (18 maggio 1994)
- Milan 2-1  Liverpool (23 maggio 2007)

### Finale Coppa delle Coppe UEFA
- Ajax 1-0  Lokomotive Lipsia (13 maggio 1987)

### Qualificazioni EURO 2020
- Grecia -  Italia 0-3 (8 giugno 2019)